# 빙켈만쥐
빙켈만쥐(Peromyscus winkelmanni)는 비단털쥐과에 속하는 설치류의 일종이다. 멕시코에서만 발견되며 학명과 일반명은 표본을 처음 수집한 빙켈만(John R. Winkelmann)의 이름에서 유래했다.